# 拉蘇 (亞利桑那州)
拉蘇（英語：Raso）是位於美國亞利桑那州科奇斯縣的一個非建制地區。該地的面積和人口皆未知。

## 地理
拉蘇的座標為32°20′42″N 109°45′23″W / 32.34500°N 109.75639°W，而該地的平均海拔高度為1334米（即4377英尺）。